# Hermann Wielandner
Hermann Wielandner (* 15. August 1920 in Bischofshofen; † 21. November 1974 in Wien) war ein österreichischer Politiker (SPÖ) und Gemeindebeamter. Er war von 1965 bis 1974 Abgeordneter zum Nationalrat.
Wielander besuchte von 1926 bis 1934 die Volks- und Hauptschule in Bischofshofen und absolvierte danach bis 1936 die  Handelsschule in Salzburg. Er war danach zwischen 1936 und 1937 als Landarbeiter tätig und absolvierte von 1937 bis 1938 ein Praktikum bei der Gemeinde Werfen. Nach einer kurzen Tätigkeit bei der Sparkasse in St. Johann im Pongau trat Wielander 1938 als Kanzleiangestellter in den Dienst der Gemeinde Bischofshofen. Danach wurde er 1940 zum Reichsarbeitsdienst eingezogen, von 1940 bis 1945 leistete er den Militärdienst im Zweiten Weltkrieg ab, wobei er in Kriegsgefangenschaft geriet. Nach dem Ende des Zweiten Weltkriegs kehrte Wielander in den Dienst der Gemeinde Bischofshofen zurück, wobei er ab 1945 Verwaltungsangestellter und ab 1950 Kassenstellenleiter war.
Im politischen Bereich engagierte sich Wielander von 1956 bis 1974 als Mitglied im SPÖ-Landesparteivorstand, des Weiteren war er innerparteilich von 1963 bis 1974 als SPÖ-Bezirksparteivorsitzender im Pongau aktiv. Er engagierte sich zudem als Bezirksobmann der Gemeindebediensteten im Pongau. Daneben fungierte er von 1949 bis 1959 als Mitglied des Gemeinderates von Bischofshofen, zwischen 1959 und 1974 hatte er das Amt des Bürgermeisters von Bischofshofen inne. Zudem vertrat er die SPÖ vom 14. Jänner 1965 bis zum 21. November 1974 im Nationalrat.

## Auszeichnungen
- Ehrenring der Gemeinde Bischofshofen (1970)
- Ehrenbürger der Gemeinde Bischofshofen (1974)
- Hermann-Wielandner-Hauptschule (1976)